# Allan Erik Mortensen
Allan Erik Mortensen (født 4. november 1970) er en dansk forfatter. Allan er født og opvokset på Frederiksberg i København, hvorefter han flyttede til Høng. Ved siden af sit forfatterskab er Allan folkeskolelærer i fagene dansk, historie og religion. Allan har medvirket i TV2-dokumentaren Smertensbørn, der blev sendt i 2021.
Allan debuterede med den personlige beretning En natsværmers bekendelser i 2015, som beskriver hans opvækst med en alkoholiseret far og forskellige kvindeskikkelser. Det er imidlertid krimiserien Hængedynd, som Allan er mest kendt for. Allans værker er præget af et let sprog, humor og spændende tvists.

## Privatliv
Allan bor i Høng, er gift med Tina Falkensten Spandel og har seks børn.